# Организация армейского сопротивления
Организация армейского сопротивления (фр. Organization de résistance de l’armée, ORA) — французская военизированная организация движения Сопротивления во время Второй мировой войны.
После немецкого вторжения в ноябре 1942 года в свободную зону (Операция «Антон») 31 января 1943 года была основана Организация армейского сопротивления как подпольная военная структура, аполитичная организация. Она объединила бывших французских военнослужащих, но не признала притязаний Шарля де Голля на лидерство. ORA была основана генералом Обером Фрером. ОРА быстро росла благодаря набору офицеров и снабжению оружием из бывшей армии Виши.
Генерал Обер Фрер возглавлял ORA с момента ее основания до своего ареста и депортации в концентрационный лагерь Штрутхоф в 1943 году. После Фрера ORA возглавил генерал Жан-Эдуар Верно. Он был арестован 23 октября 1943 года. После него руководство принял генерал Жорж Реверс с генералом Пьером Бризаком в качестве заместителя.
В 1944 году Организация армейского сопротивления объединилась с двумя другими крупными организациями сопротивления, Секретной армией (AS) и Фран-тирёрами и партизанами (FTP), чтобы сформировать Французские внутренние силы (FFI), но сохранила автономию в составе FFI.
Организация армейского сопротивления принимала участие в боях за освобождение Франции либо собственными силами (Corps franc Pommiès, бригада Шарль Мартель (Brigade Charles Martel), 1-й ПП), либо предоставляя хорошо подготовленные офицерские кадры маки, либо участвуя в командовании операциями.
Более 1600 членов ORA будут убиты или расстреляны, в том числе 327 офицеров и унтер-офицеров, а более 850 ее членов будут депортированы.